# Gregor Urbas
Gregor Urbas, né le 20 novembre 1982 à Jesenice en Slovénie, est un patineur artistique slovène.

## Biographie

### Carrière sportive
Nonuple champion de Slovénie entre 2001 et 2009, il a représenté son pays aux Jeux olympiques d'hiver de 2006 et de 2010.
Il a participé à vingt-quatre championnats de l'ISU (cinq championnats du monde juniors, neuf championnats du monde seniors et dix championnats d'Europe). Ses meilleurs classements internationaux sont une 6e place mondiale junior en 2002 à Hamar en Norvège, une 9e place européenne en 2007 à Varsovie, et une 17e place mondiale senior en 2008 à Göteborg.

## Palmarès
| Compétition                   | 1998    | 1999    | 2000    | 2001    | 2002    | 2003    | 2004    | 2005    | 2006    | 2007    | 2008    | 2009    | 2010    |  |  |
| Jeux olympiques d'hiver       |         |         |         |         |         |         |         |         | 29e     |         |         |         | 27e     |  |  |
| Championnats du monde         |         |         |         | 30e     | 28e     | 24e     | 20e     | 38e     | 22e     | 22e     | 17e     | 21e     |         |  |  |
| Championnats d’Europe         |         |         |         | 27e     | 19e     | 18e     | 14e     | 27e     | 17e     | 9e      | 11e     | 21e     | 18e     |  |  |
| Championnats de Slovénie      |         | 2e      | 2e      | 1er     | 1er     | 1er     | 1er     | 1er     | 1er     | 1er     | 1er     | 1er     |         |  |  |
| Championnats du monde juniors | 23e     | 17e     | 23e     | 13e     | 6e      |         |         |         |         |         |         |         |         |  |  |
|                               |         |         |         |         |         |         |         |         |         |         |         |         |         |  |  |
| Grand Prix ISU                | 1997/98 | 1998/99 | 1999/00 | 2000/01 | 2001/02 | 2002/03 | 2003/04 | 2004/05 | 2005/06 | 2006/07 | 2007/08 | 2008/09 | 2009/10 |  |  |
| Trophée de France             |         |         |         |         |         |         | 9e      | 10e     |         |         |         | 9e      |         |  |  |
| Coupe de Russie               |         |         |         |         |         |         |         |         |         | 11e     | 12e     |         |         |  |  |
|                               |         |         |         |         |         |         |         |         |         |         |         |         |         |  |  |

## Galerie d'images

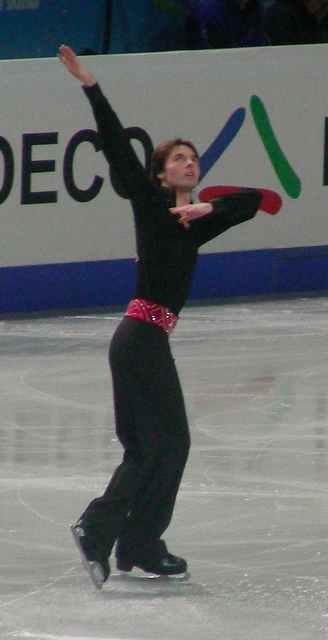
Aux championnats d'Europe 2007 à Varsovie
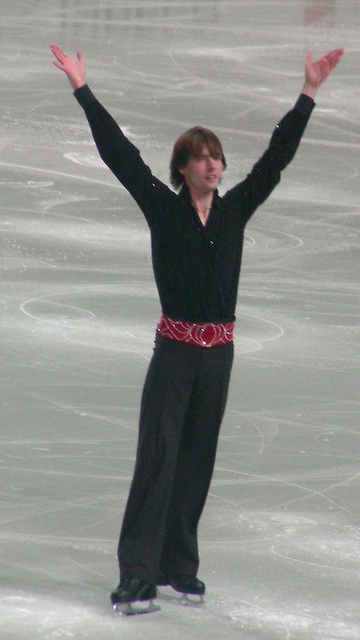
Aux championnats d'Europe 2007 à Varsovie
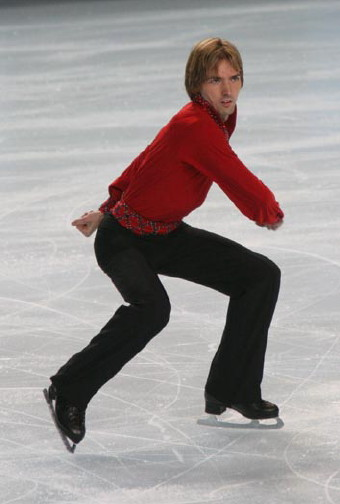
Au Trophée de France 2008